# 4680 Lohrmann
4680 Lohrmann eller 1937 QC är en asteroid i huvudbältet, som upptäcktes 31 augusti 1937 av den tyske astronomen Hans-Ullrich Sandig i Heidelberg. Den är uppkallad efter den tyske astronomen Wilhelm Gotthelf Lohrmann.